# 熊本縣民電視台
熊本縣民電視台株式會社（日语：／ Kumamoto Kenmin Terebi */?）是日本的一家以熊本縣為放送范圍的電視臺。開播于1982年4月1日，是熊本縣內第三家開播的電視台，也是日本電視台系列在昭和時代最後一家開播的電視台。簡稱為KKT。呼號為JOQI-DTV。為日本電視台聯播網NNN·NNS的成員。
熊本縣民電視台開播時，從熊本電視台手中接管了日本電視台在熊本地區的系列台資格。熊本縣民電視台開播時即為全網台（フルネット局），但由於熊本朝日放送（KAB）電視台當時還未開播，最初熊本縣民電視台播出的節目中包含了一些朝日電視台系列的節目。大部分發射站和轉播台與後來開播的熊本朝日放送電視台共用。

## 沿革
1978年12月15日，郵政省決定分配熊本縣第三張商業廣播執照，到1979年3月已有40家公司申請執照。最初的基本政策是“以當地資本為中心”和“作為跨網台開播”。1981年3月24日，在日本電視台、富士電視台和朝日電視台之間的一次會議上決定熊本縣第三家民營電視台（即熊本縣民電視台）屬於日本電視台系列，而鹿兒島縣的第三家民營電視台屬于朝日電視台系列。1981年11月26日，“株式會社熊本縣民電視台”成立。1982年3月27日中午12點，熊本縣民電視台開始試播，試播期間於每日早晨6點至深夜24點播出節目，同時開始熊本縣內最初的麗音廣播，官方台歌「在今天熱情地生活」（きょう熱くライブ）也首次公開。1982年4月1日，熊本縣民電視台作為熊本縣第三家（日本第98家）民營電視台正式開播（呼號為JOQI-TV）。同時開播的轉播台有高森（後為南阿蘇轉播台）、人吉、河浦、牛深和水俁轉播台。阿蘇、阿蘇北、小國和矢部轉播台原計劃于電視台開播時同時開播，但實際上較原計劃延期一個月開播。當時的總部為現在的鶴屋百貨店東館所在地。同年7月，位於熊本縣世安町的總部竣工。2006年12月1日，開始播出數碼電視節目。2011年7月24日，停止播出模擬電視節目。2016年11月14日，位於熊本市中央區大江二丁目的新總部竣工。

## 外部連結
- KKT熊本縣民電視台 （页面存档备份，存于）
- テレビたん＠ＫＫＴ的X（前Twitter）
- KKT熊本縣民電視台的Instagram帳戶
- YouTube上的熊本縣民電視台 KKT官方頻道